# Friedrich Spitta
Friedrich Spitta (Wittingen, 11 gennaio 1852 – Gottinga, 7 giugno 1924) è stato un teologo tedesco.

## Biografia
Nacque a Wittingen, in Bassa Sassonia, figlio dello scrittore tedesco Karl Johann Philipp Spitta e fratello di Philipp (storico musicista e musicologo più noto per la sua biografia su Johann Sebastian Bach). Friedrich studiò presso le università di Gottinga e Erlangen, dove ebbe come allievo Johann Christian Konrad von Hofmann. Nel corso del tempo divenne professore ordinario e predicatore universitario a San Tommaso, Strasburgo (1887). Nel 1901 fu nominato rettore universitario. Nel 1919 fu nominato professore presso l'Università di Gottinga.
La maggior parte dei suoi libri riguardavano gli apostoli e la chiesa pre-cristiana. Nel 1896 divenne redattore congiunto, con Julius Smend, del Monatschrift für Gottesdienst und kirchliche Kunst.

## Opere
È conosciuto per un'opera sugli Atti degli Apostoli, Die Apostelgeschichte, ihre Quellen e deren geschichtlicher Wert ("Atti degli Apostoli, le loro fonti e valore storico", 1891). Le sue altre opere sono:
- Der Knabe Jesus, eine biblische Geschichte and ihre apokryphischen Entstellungen (1883).
- Die Offenbarung des Johannes (1889).
- Zur Reform des evang. Kultus (1891).
- Zur Geschichte und Litteratur des Urchristentums ( 3 volumi, 1893–1901).
- Die synoptische Grundschrift in ihrer Überlieferung durch das Lukasevangelium. (v. 1, Leipzig, 1912).
- Ein Lebensbild Jesu aus den drei ersten Evangelien: Deutsche Ubersetzung der synoptischen Grundschrift in ihrer Uberlieferung durch das Lukasevangelium (Leipzig: J.C. Hinrichs, 1912).